# Cladocolea cupulata
Cladocolea cupulata är en tvåhjärtbladig växtart som beskrevs av Kuijt. Cladocolea cupulata ingår i släktet Cladocolea och familjen Loranthaceae. Inga underarter finns listade i Catalogue of Life.